# Togoda transvaalensis
Togoda transvaalensis är en insektsart som beskrevs av Schmidt 1910. Togoda transvaalensis ingår i släktet Togoda och familjen sköldstritar. Inga underarter finns listade i Catalogue of Life.